# ويليام مورالي
ويليام مورالي (25 فبراير 1699 - 19 يناير 1762) هو مواطن بريطاني هاجر إلى فيلادلفيا (بنسلفانيا) في عام 1729 كـخادم بعقد. في سيرته الذاتية (بالإنجليزية: The Infourtunate: or the Voyage and Adventures of William Moraley)‏ التي نُشرت لأول مرة عام 1743، قدم مورالي رؤية مختلفة عن الحياة في أمريكا الاستعمارية. تطرق في كتابه إلى حياة العبيد، والرجال والنساء الذين كانوا يعملون كخدم بموجب عقود، وكذلك الهنود الأمريكيين، وهي مواضيع نادرًا ما ناقشها الكتاب في تلك الفترة.
يُدرس الكتاب في دورات التاريخ الجامعية لتسليط الضوء على الفارق بين حياة أصحاب الأراضي الأثرياء والشخصيات الحكومية من جهة، وحياة الناس العاديين من جهة أخرى. وغالبًا ما يُدرس جنبًا إلى جنب مع سيرة بنجامين فرانكلين الذاتية. يصف مورالي في كتابه الحياة البرية والنباتات وحياة الناس بشكل عام كما يراها أي شخص من طبقة الشعب، مستخدمًا لغة مباشرة وبسيطة، دون تعقيدات أو اهتمام بالتفاصيل العلمية.
في عام 1992، نُشرت طبعة من الكتاب تحت إشراف سوزان إي. كليب وبيلي جي. سميث، والتي تضمنّت مقدمة تحتوي على معلومات بيغرافية، بالإضافة إلى تعليق يبرز التباين بين عمل مورالي وأعمال كتّاب آخرين من نفس فترة.